# Per Karnifex
Per Karnifex var skarprättare i Ångermanland på 1550-talet. Han bodde i Aspby, Torsåkers socken, och bör ha stått i fogdens tjänst. I Kungsgården, Bjärtrå socken, 6 km från Aspby hade fogden över Ångermanland sin bostad.